# Den gröne Jägaren

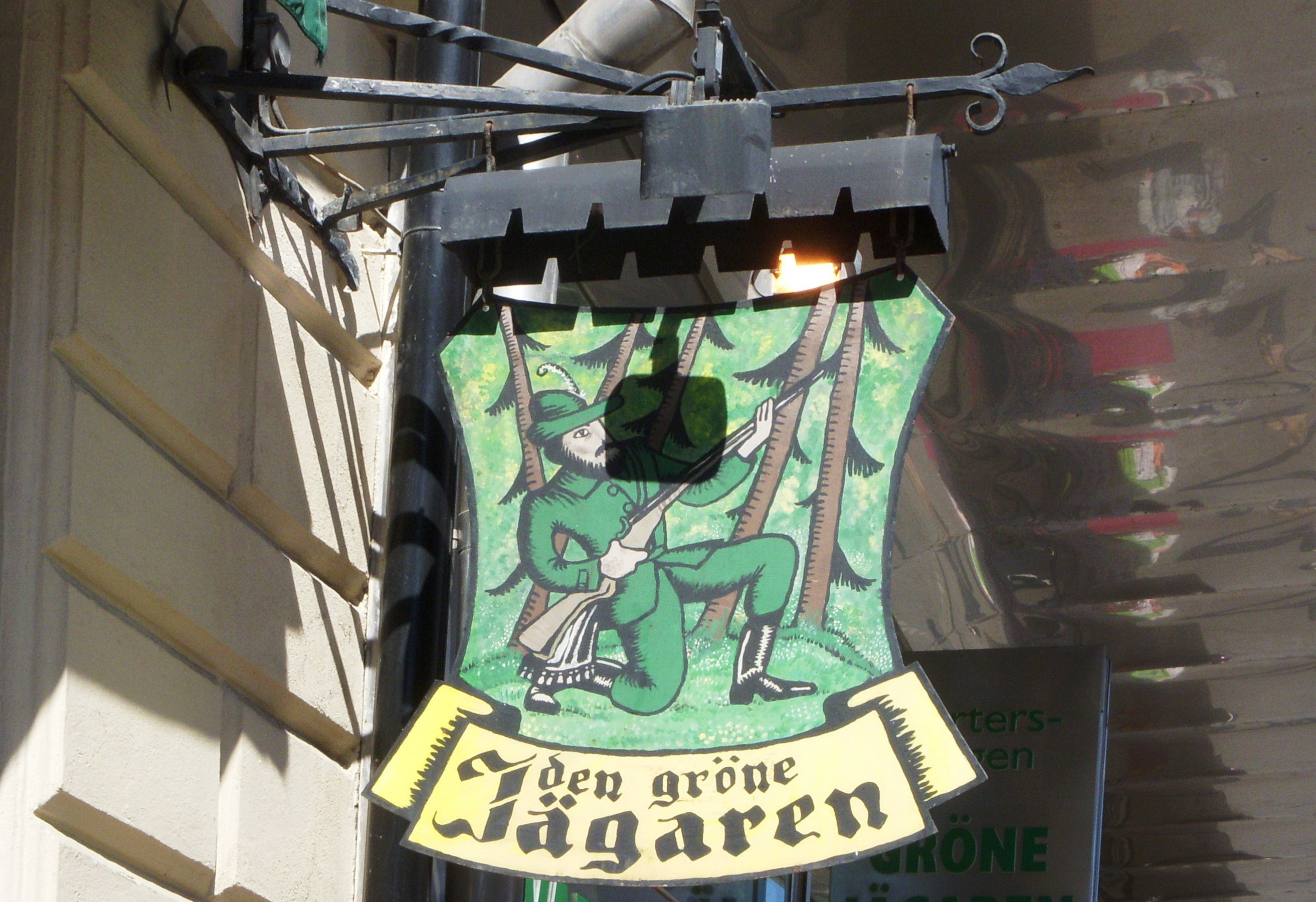
Den gröne Jägarens skylt, 2010.

Den Gröne Jägaren är en anrik restaurang vid Götgatan 64 på Södermalm i Stockholm. 

## Historik
Namnet “Gröne Jägaren” finns belagt sedan 1692, då omnämnt i Henels förteckningar över samtida vinskänkar. Då låg krogen vid Sankt Paulsgatan intill Van der Nootska palatset. På 1600-talet var det en känd krog. Det sägs att Jacob Johan Anckarström åt middag på Gröne Jägaren den 16 mars 1792 innan han begav sig till Gustavianska operahuset för att skjuta kung Gustav III. Källaren Gröne Jägaren existerade som värdshus till långt in på 1800-talet.
Numera finns Den Gröne Jägaren i bottenvåningen av Hellgrenska palatset som uppfördes 1866 för tobaksfabriken Wilhelm Hellgren & Co efter ritningar av arkitekt Johan Fredrik Åbom. I byggnaden fanns tidigare noblessens våningar, där även Oscar II superade. I många år låg restaurangen Norma i lokalen. På fasaden finns numera den klassiska flaggskylten visande en grönklädd jägare med bössa. Den Gröne Jägaren genomgick en omfattande ombyggnad år 2019.
Krogen är starkt förknippad med Hammarby IF.

## Bilder

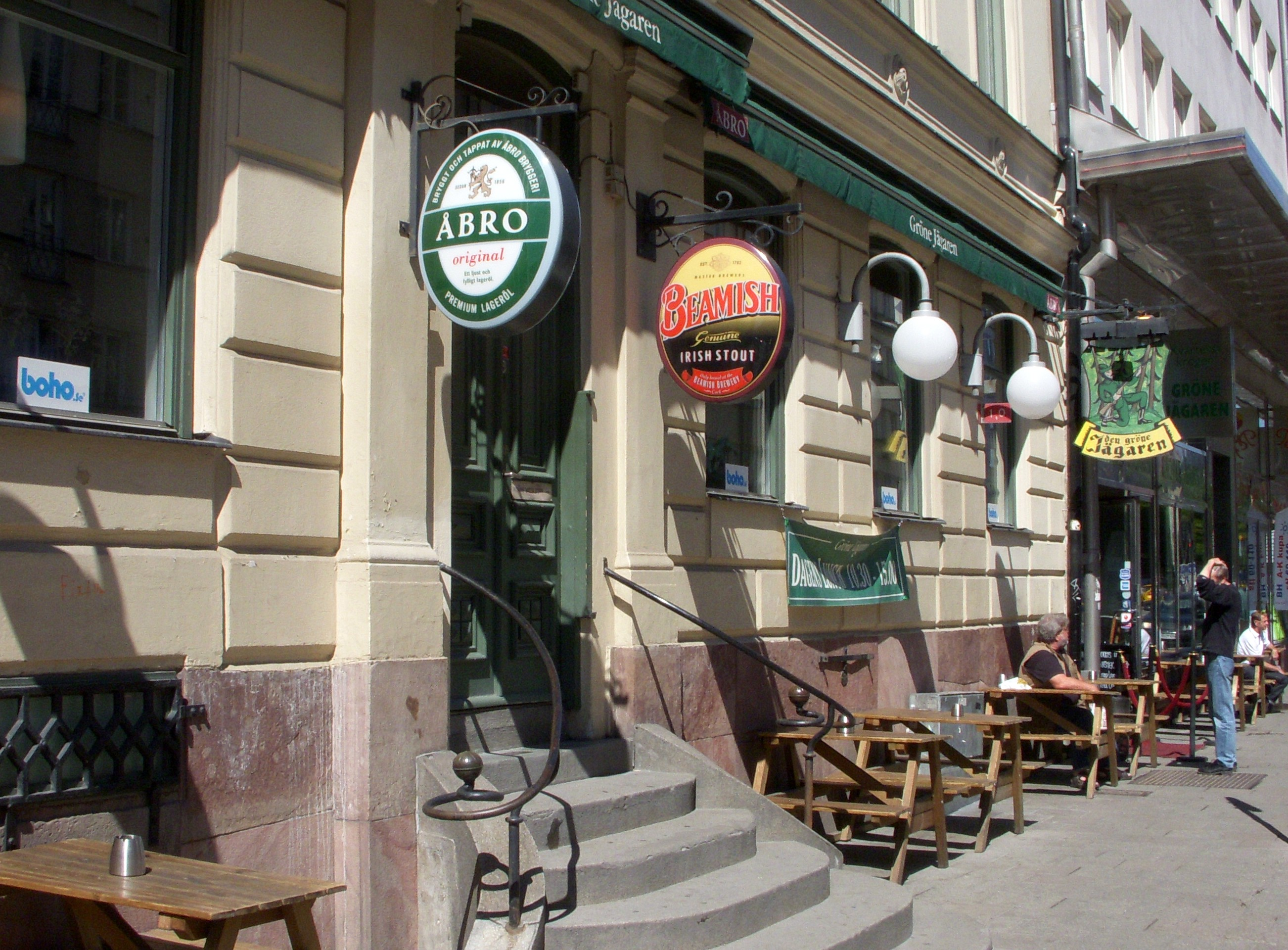
Den gröne Jägaren, gamla entrén, 2010.
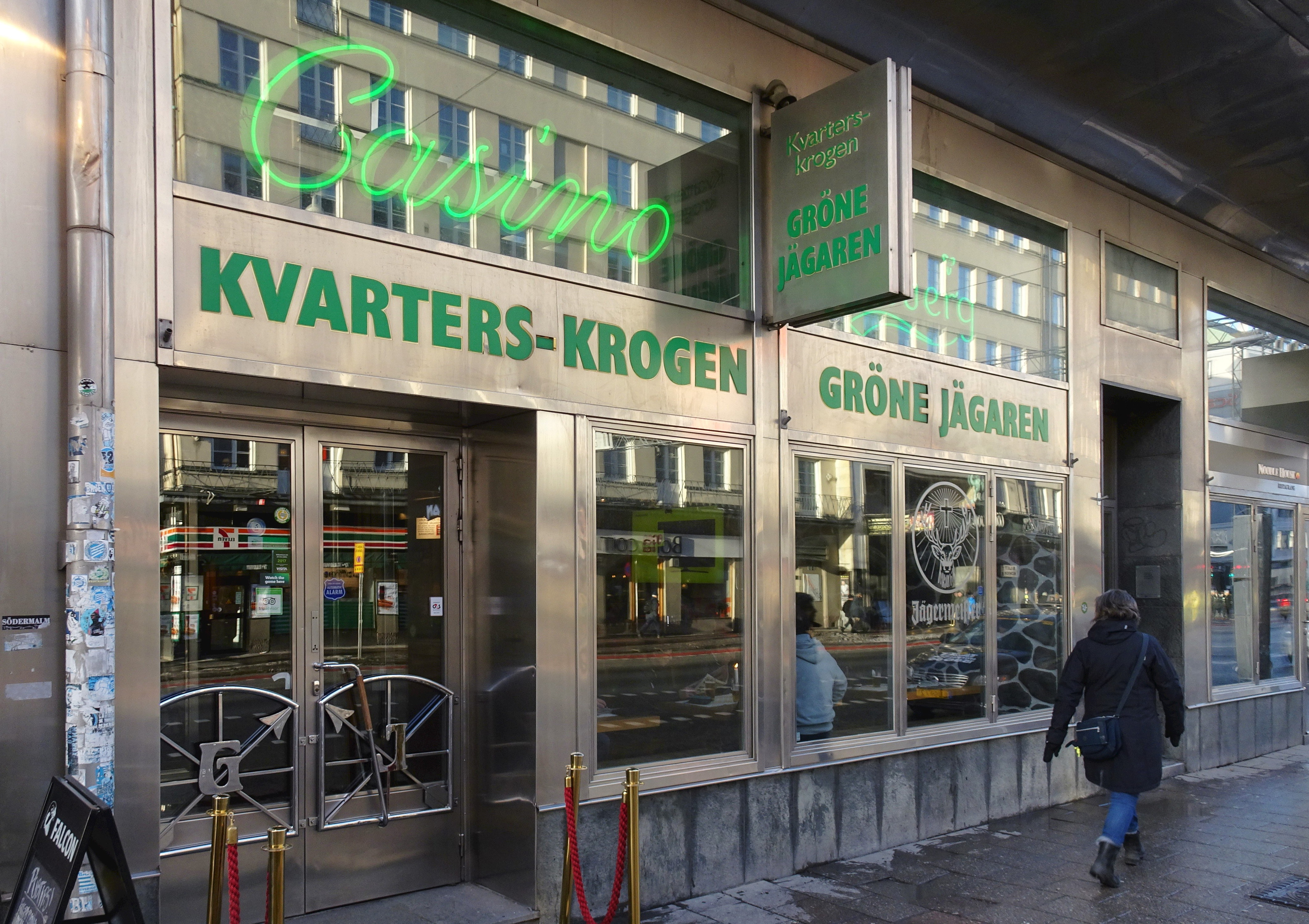
Den gröne Jägaren, entrén, 2017.
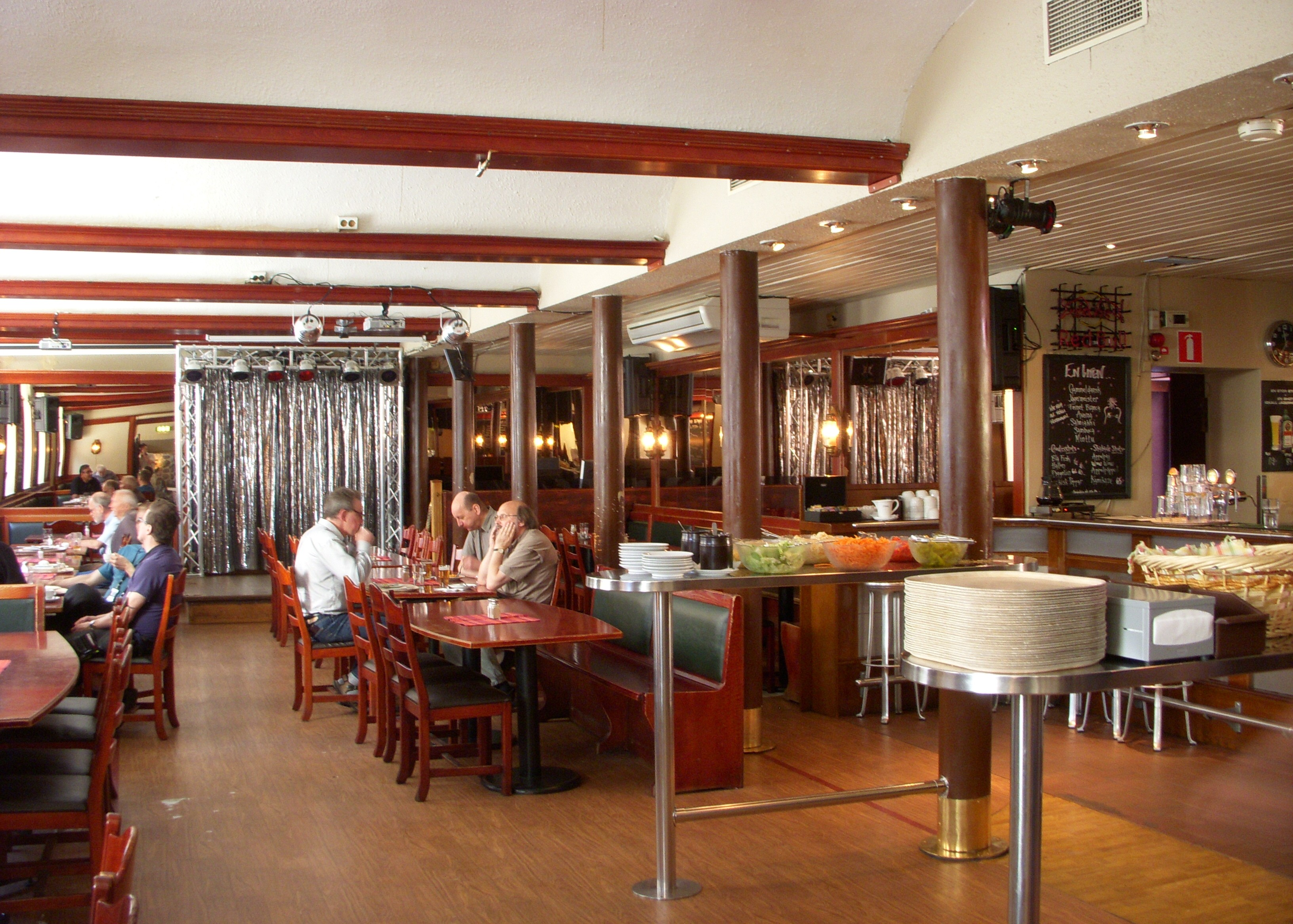
Den gröne Jägaren, interiör, 2010.
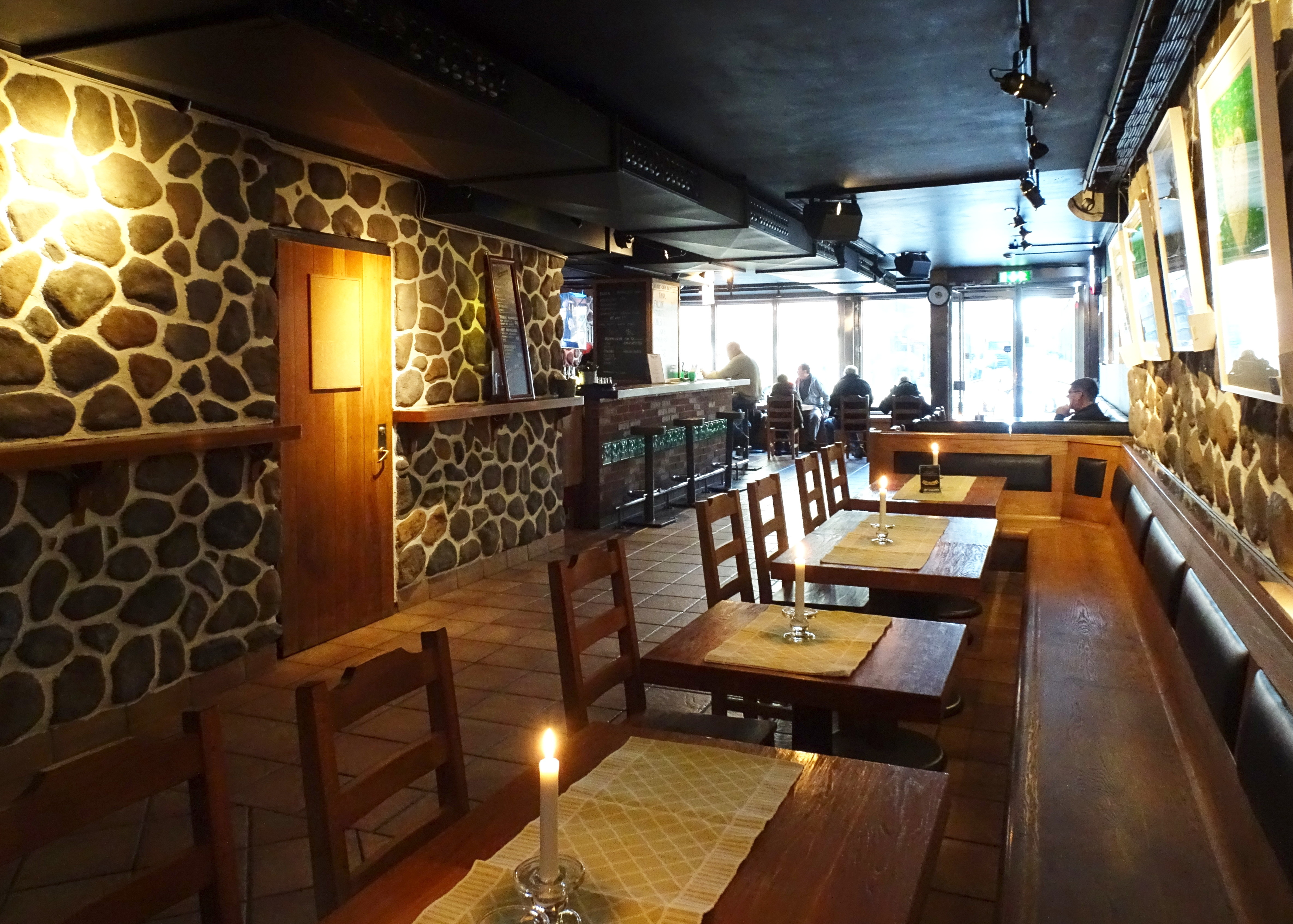
Den gröne Jägaren, kvarterskrogen, 2017